# 가자-이스라엘 장벽
가자-이스라엘 장벽은 가자 지구와 이스라엘 사이에 있는 국경 장벽이다. 가자 지구 북쪽에 있는 에레즈 교차점은 이스라엘에서 가자 지구로 들어오는 사람과 물품이 통과하는 유일한 교차점이다. 장벽에는 케렘 샬롬 검문소라고 불리는 두 번째 교차점이 있는데, 이는 이집트에서 오는 물품의 가자-이집트 장벽 전용 교차점이다.

## 같이 보기
- 이스라엘 요르단강 서안 지구 분리 장벽
- 네게브 사막